# Prezanes
Prezanes es una localidad ubicada en la zona septentrional del municipio cántabro de Santa Cruz de Bezana. Dista 1,8 kilómetros de la capital municipal. Tiene una altitud de 26 m s. n. m. Su población en el año 2024 era de 315 habitantes. 
Prezanes se encuentra a 4 km de las playas de San Juan de la Canal, La Arnía y Covachos, todas ellas pertenecientes al mismo municipio.

## Lugares y monumentos
Prezanes cuenta entre sus puntos característicos:
- Bar El Carmen: bar característico de la localidad
- Casabó Interiorismo: tienda de cocinas y armarios 
- Centro Hípico Prezanes: Establecimiento dedicado a la enseñanza de la montura de caballos 
- Onda Marina Online: sede de la radio local 